# Rafaela Ramos Sánchez
Rafaela Ramos Sánchez (Sevilla, 1 d'octubre de 1963) es una esportista especialitzada en Pesca Esportiva en la modalitat de Mar-Costa (surfcasting). Fundadora i membre de la Junta Directiva del Club de Pesca del Barri del Bon Pastor de Barcelona, ha desenvolupat la seva trajectòria esportiva a Barcelona.
Ha participat en 5 Campionats Mundials i ha estat la primera esportista espanyola en guanyar una medalla individual als Campionats Mundials femenins de Mar-Costa. Va guanyar la medalla d'argent individual i la de bronze amb la Selecció Espanyola l'any 2005 al Campionat Mundial celebrat a Italia.
Als Campionats d'Espanya ha aconseguit dues medalles d'argent individuals i 5 (2 or, 2 argent i 1 bronze) amb la Selecció Catalana.